# Micropsectra miikesecunda
Micropsectra miikesecunda е вид насекомо от разред Двукрили (Diptera), семейство Хирономидни (Chironomidae)..